# 阿揚哲克
阿揚哲克是土耳其的城鎮，位於該國北部黑海沿岸，由錫諾普省負責管轄，面積876平方公里，主要經濟活動有農業，海拔高度10米，2011年人口12,925。

## 外部連結
- District governor's official website （页面存档备份，存于） （土耳其文）
- The City of Guide is Ayancık （土耳其文）